# IMule
IMule (invisible Mule; deutsch unsichtbares Maultier) ist ein für mehrere Plattformen verfügbarer P2P-Client, basierend auf aMule, der über das I2P-Netzwerk anonymes Filesharing ermöglicht. Bis zur Version 1.2.2 war hierfür eine separate Routersoftware nötig, um eine Verbindung mit dem I2P-Netzwerk herzustellen. Ab Version 1.2.3 ist iMule aber auch als Standalone nutzbar, indem es den I2P-Router integriert hat. Will man die weiteren Dienste, die I2P bietet, jedoch nutzen, so benötigt man einen separaten I2P-Router – eine Software, die sich um die Anonymisierung der Kommunikation verschiedenster Programme kümmert und zudem leicht zu installieren ist.
Im Gegensatz zu aMule, eMule oder ähnlichen eDonkey2000-Clients verbindet sich iMule auch nicht über Server, sondern läuft gänzlich dezentral über das sogenannte Kademlia-Protokoll, welches durch I2P völlig anonymisiert wird.
Dem Vorteil des anonymen Datenaustausches über das Kademlia-Protokoll steht der Nachteil der geringeren Geschwindigkeit gegenüber – die Anonymisierung wird durch ein verschlüsseltes Mix-Netzwerk angeboten und dieses verlangsamt die Transfers.